# Juan Dolio
Juan Dolio – miasto w południowo-wschodniej części Dominikany, nad Morzem Karaibskim w prowincji San Pedro de Macorís, w okręgu Guayacanes. Liczące 2488 mieszkańców (2010). Położone jest 7 km na zachód od San Pedro de Macorís, z którym połączony jest Avenida Boulevard i autostradą nr 3.
Jest to długie rozciągnięte kąpielisko (plaże: Playa Juan Dolio, Villas del Mar, Playa Real) z wieloma kompleksami hotelowymi i klubem golfowym Guavaberry. Główna ulica to Calle Principal.
Początkowo była niewielka osada rybacka, w latach 70. XX wieku powstały pierwsze hotele.
Podział miasta:

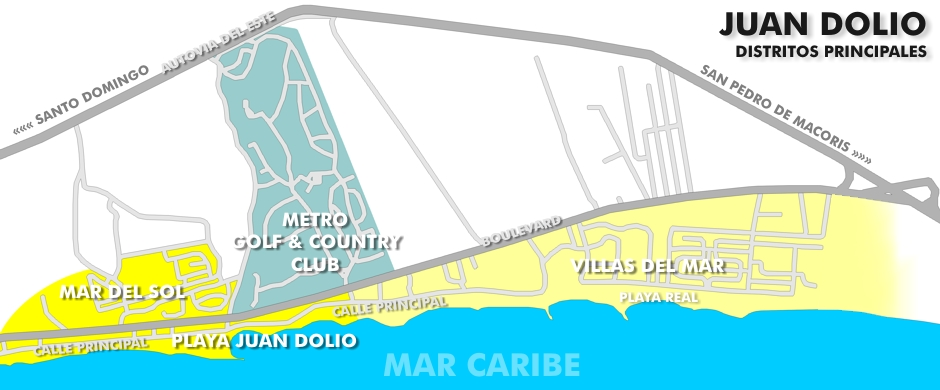
Podział miasta

- El Pueblo – centrum, Playa Juan Dolio
- Mar Del Sol – część północno-zachodnia, Metro Golf- & Country Clubs
- Villas Del Mar – część wschodnia
- Villas Del Mar – nowo wybudowana część wschodnia, plaże: Villas del Mar i Playa Real